# Wálter Alberto Flores
Wálter Alberto Flores Condarco (Oruro, 29 de outubro de 1978) é um ex-futebolista profissional boliviano que atuava como meia.

## Carreira
Wálter Flores se profissionalizou no San José.

## Seleção
Wálter Flores integrou a Seleção Boliviana de Futebol na Copa América de 2004 e 2011.